# Melalgus confertus
Melalgus confertus là một loài bọ cánh cứng trong họ Bostrichidae. Loài này được LeConte miêu tả khoa học năm 1866.